# Prost Grand Prix
A Prost Grand Prix, röviden Prost egy rövidéletű Formula–1-es csapat volt, amely 1997-től 2001-ig volt jelen a Formula–1-ben. A négyszeres Formula–1-es bajnok Alain Prost alapította.

## Története
Alain Prost 1997-ben megvásárolta a Ligier csapatot és saját nevéről Prostnak nevezte el. Csapatvezetőnek azonban nem bizonyult olyan sikeresnek, mint versenyzőnek. Az első évben a Mugen-Honda motorral, a francia Olivier Panissal, a lábtörése után a helyére beugró Jarno Trullival és a japán Nakano Sindzsivel vágott neki a szezonnak. Az év első versenyein megbízható teljesítményt nyújtott Panis, hiszen a Prost-csapat első futamán, Melbourne-ben 5. lett, míg Brazíliában a 2. helyen látta meg a kockás zászlót. Ezt egy monacói 4. hely, illetve egy spanyolországi 2. hely követte, majd Panis a kanadai futamon elszenvedett lábtörése után hónapokig nem tudott Alain Prost rendelkezésére állni, így a fent említett Trulli lett a beugró a francia helyére. Az olasznak egy hockenheimi 4. hely volt a legjobb eredménye, majd mikor Panis a Luxemburgi Nagydíjon visszatért, rögvest pontot szerzett (6. lett), végül a csapat első idényében 21 pontot összegyűjtve a hatodik helyen zárt a konstruktőri értékelésben.
1998-ra motort váltottak, új motorbeszállítójuk a francia Peugeot lett. Ettől kezdve sokan egyfajta „nemzeti csapatként” tekintettek a Prostra (francia autó, motor, főszponzor, Total üzemanyag és francia pilóta Panis). A szezon során az állandó helyet kapott Trulli és Panis mindössze egy pontot szerzett, mégpedig a máig emlékezetes Belga Nagydíjon Trulli jóvoltából.
1999 már valamivel jobban sikerült, a versenyzők 9 pontot szereztek és a csapat a hetedik helyen végzett a konstruktőrök versenyében. Az év csúcspontja Trulli második helye volt a Nürburgringen, egyébként ez volt a Prost-csapat fennállásának utolsó dobogós helyezése.
2000-ben egyetlen pontot sem szerzett a francia Jean Alesivel (Prost egykori ferraris csapattársával) és az előző évben az F3000-et megnyerő újonc német Nick Heidfelddel felálló csapat, melynek autói gyakran hibásodtak meg, Heidfeldet ráadásul ki is zárták az Európa Nagydíjról, mert túl könnyűnek bizonyult az autója. A szezonjuk "fénypontja" az volt, amikor az Osztrák Nagydíjon mindkét Prost összeütközött egymással, és kiesett.
2001-ben Heidfeld helyére az argentin Gastón Mazzacane került, akinek helyére később Luciano Burti, majd utóbbi súlyos balesete után a cseh Tomáš Enge lett ültetve. Abban az évben Michelin gumi fokozta a francia jelleget, ami azonban a Peugeot kiszállása miatt nem válthatott teljessé. Új motorbeszállítójukkal, a Ferrarival "Acer" álnéven az egy évvel korábbi motorjukat szállították, csakúgy mint akkortájt a Saubernek "Petronas" álnéven. 4 pontot szerezve a kilencedikek lettek a konstruktőrök között. A pontokat szerző Alesi a német nagydíj után a Jordanhez távozott, helyére az éppen a Jordanből kiebrudalt Heinz-Harald Frentzen került, akinek legjobb eredménye a Belga nagydíjon szerzett 4. rajtkocka volt, más kérdés, hogy nem tudott elrajtolni, a pontok számát azonban ő se tudta növelni.
2002. január 28-án a rövid életű csapat támogatók hiányában tönkrement és felszámolás alá került.
|  |  |

## Eredmények a Formula–1-ben

### Összefoglaló
| Szezon | Név                     | Modell     | Gumi | Motor           | Üzemanyag | Versenyzők                                                                 | Helyezés     |
| ------ | ----------------------- | ---------- | ---- | --------------- | --------- | -------------------------------------------------------------------------- | ------------ |
| 1997   | Prost Gauloises Blondes | Prost JS45 | B    | Mugen-Honda V10 | Elf       | Olivier Panis Jarno Trulli Nakano Sindzsi                                  | 6. (21 pont) |
| 1998   | Gauloises Prost Peugeot | Prost AP01 | B    | Peugeot V10     | Total     | Olivier Panis Jarno Trulli                                                 | 9. (1 pont)  |
| 1999   | Gauloises Prost Peugeot | Prost AP02 | B    | Peugeot V10     | Total     | Olivier Panis Jarno Trulli                                                 | 7. (9 pont)  |
| 2000   | Gauloises Prost Peugeot | Prost AP03 | B    | Peugeot V10     | Total     | Jean Alesi Nick Heidfeld                                                   | – (0 pont)   |
| 2001   | Prost Acer              | Prost AP04 | M    | Acer V10        | Shell     | Jean Alesi Heinz-Harald Frentzen Gastón Mazzacane Luciano Burti Tomáš Enge | 9. (4 pont)  |

### Teljes Formula–1-es eredménysorozata
(Táblázat értelmezése)

(Félkövér: pole-pozícióból indult; dőlt: leggyorsabb kört futott) 

| A Prost teljes Formula–1-es eredménysorozata | A Prost teljes Formula–1-es eredménysorozata | A Prost teljes Formula–1-es eredménysorozata | A Prost teljes Formula–1-es eredménysorozata | A Prost teljes Formula–1-es eredménysorozata | A Prost teljes Formula–1-es eredménysorozata | A Prost teljes Formula–1-es eredménysorozata | A Prost teljes Formula–1-es eredménysorozata |     |     |     |     |     |     |     |     |     |     |     |     |     |     |      |          |
| Év                                           | Modell                                       | Motor                                        | Gumi                                         | Versenyzők                                   | 1                                            | 2                                            | 3                                            | 4   | 5   | 6   | 7   | 8   | 9   | 10  | 11  | 12  | 13  | 14  | 15  | 16  | 17  | Pont | Helyezés |
| -------------------------------------------- | -------------------------------------------- | -------------------------------------------- | -------------------------------------------- | -------------------------------------------- | -------------------------------------------- | -------------------------------------------- | -------------------------------------------- | --- | --- | --- | --- | --- | --- | --- | --- | --- | --- | --- | --- | --- | --- | ---- | -------- |
| 1997                                         | JS45                                         | Mugen-Honda MF-301HB 3.0 V10                 | B                                            |                                              | AUS                                          | BRA                                          | ARG                                          | SMR | MON | ESP | CAN | FRA | GBR | GER | HUN | BEL | ITA | AUT | LUX | JPN | EUR | 21   | 6.       |
| 1997                                         | JS45                                         | Mugen-Honda MF-301HB 3.0 V10                 | B                                            | Olivier Panis                                | 5                                            | 3                                            | Ki                                           | 8   | 4   | 2   | 11  |     |     |     |     |     |     |     | 6   | Ki  | 7   | 21   | 6.       |
| 1997                                         | JS45                                         | Mugen-Honda MF-301HB 3.0 V10                 | B                                            | Jarno Trulli                                 |                                              |                                              |                                              |     |     |     |     | 10  | 8   | 4   | 7   | 15  | 10  | Ki  |     |     |     | 21   | 6.       |
| 1997                                         | JS45                                         | Mugen-Honda MF-301HB 3.0 V10                 | B                                            | Nakano Sindzsi                               | 7                                            | 14                                           | Ki                                           | Ki  | Ki  | Ki  | 6   | Ki  | 11  | 7   | 6   | Ki  | 11  | Ki  | Ki  | Ki  | 10  | 21   | 6.       |
| 1998                                         | AP01                                         | Peugeot A16 3.0 V10                          | B                                            |                                              | AUS                                          | BRA                                          | ARG                                          | SMR | ESP | MON | CAN | FRA | GBR | AUT | GER | HUN | BEL | ITA | LUX | JPN |     | 1    | 9.       |
| 1998                                         | AP01                                         | Peugeot A16 3.0 V10                          | B                                            | Olivier Panis                                | 9                                            | Ki                                           | 15                                           | 11  | 16  | Ki  | Ki  | 11  | Ki  | Ki  | 15  | 12  | Ni  | Ki  | 12  | 11  |     | 1    | 9.       |
| 1998                                         | AP01                                         | Peugeot A16 3.0 V10                          | B                                            | Jarno Trulli                                 | Ki                                           | Ki                                           | 11                                           | Ki  | 9   | Ki  | Ki  | Ki  | Ki  | 10  | 12  | Ki  | 6   | 13  | Ki  | 12  |     | 1    | 9.       |
| 1999                                         | AP02                                         | Peugeot A18 3.0 V10                          | B                                            |                                              | AUS                                          | BRA                                          | SMR                                          | MON | ESP | CAN | FRA | GBR | AUT | GER | HUN | BEL | ITA | EUR | MAL | JPN |     | 9    | 7.       |
| 1999                                         | AP02                                         | Peugeot A18 3.0 V10                          | B                                            | Olivier Panis                                | Ki                                           | 6                                            | Ki                                           | Ki  | Ki  | 9   | 8   | 13  | 10  | 6   | 10  | 13  | 11  | 9   | Ki  | Ki  |     | 9    | 7.       |
| 1999                                         | AP02                                         | Peugeot A18 3.0 V10                          | B                                            | Jarno Trulli                                 | Ki                                           | Ki                                           | Ki                                           | 7   | 6   | Ki  | 7   | 9   | 7   | Ki  | 8   | 12  | Ki  | 2   | Ki  | Ki  |     | 9    | 7.       |
| 2000                                         | AP03                                         | Peugeot A20 3.0 V10                          | B                                            |                                              | AUS                                          | BRA                                          | SMR                                          | GBR | ESP | EUR | MON | CAN | FRA | AUT | GER | HUN | BEL | ITA | USA | JPN | MAL | 0    | –        |
| 2000                                         | AP03                                         | Peugeot A20 3.0 V10                          | B                                            | Jean Alesi                                   | Ki                                           | Ki                                           | Ki                                           | 10  | Ki  | 9   | Ki  | Ki  | 14  | Ki  | Ki  | Ki  | Ki  | 12  | Ki  | Ki  | 11  | 0    | –        |
| 2000                                         | AP03                                         | Peugeot A20 3.0 V10                          | B                                            | Nick Heidfeld                                | 9                                            | Ki                                           | Ki                                           | Ki  | 16  | Kiz | 8   | Ki  | 12  | Ki  | 12  | Ki  | Ki  | Ki  | 9   | Ki  | Ki  | 0    | –        |
| 2001                                         | AP04                                         | Acer 01A 3.0 V10                             | M                                            |                                              | AUS                                          | MAL                                          | BRA                                          | SMR | ESP | AUT | MON | CAN | EUR | FRA | GBR | GER | HUN | BEL | ITA | USA | JPN | 4    | 9.       |
| 2001                                         | AP04                                         | Acer 01A 3.0 V10                             | M                                            | Jean Alesi                                   | 9                                            | 9                                            | 8                                            | 9   | 10  | 10  | 6   | 5   | 15  | 12  | 11  | 6   |     |     |     |     |     | 4    | 9.       |
| 2001                                         | AP04                                         | Acer 01A 3.0 V10                             | M                                            | Heinz-Harald Frentzen                        |                                              |                                              |                                              |     |     |     |     |     |     |     |     |     | Ki  | 9   | Ki  | 10  | 12  | 4    | 9.       |
| 2001                                         | AP04                                         | Acer 01A 3.0 V10                             | M                                            | Gastón Mazzacane                             | Ki                                           | 12                                           | Ki                                           | Ki  |     |     |     |     |     |     |     |     |     |     |     |     |     | 4    | 9.       |
| 2001                                         | AP04                                         | Acer 01A 3.0 V10                             | M                                            | Luciano Burti                                |                                              |                                              |                                              |     | 11  | 11  | Ki  | 8   | 12  | 10  | Ki  | Ki  | Ki  | Ni  |     |     |     | 4    | 9.       |
| 2001                                         | AP04                                         | Acer 01A 3.0 V10                             | M                                            | Tomáš Enge                                   |                                              |                                              |                                              |     |     |     |     |     |     |     |     |     |     |     | 12  | 14  | Ki  | 4    | 9.       |

## Külső hivatkozások
- A csapatról a grandprix.com honlapon (angolul)